# NIFL Premiership

NIFL Premiership, cunoscută mai ales sub numele de Danske Bank Premiership, este cea mai importantă competiție fotbalistică din Irlanda de Nord. Liga ocupă în acest moment poziția 49 în clasamentul UEFA, clasament bazat pe peformanțele cluburilor în competițiile europene. Campioana actuală este Linfield.

## Clasamentul UEFA
Coeficientul UEFA în 2013
- 44  (45)  Prima Ligă Malteză
- 45  (43)  Cupa Liechtensteinului
- 46  (49)  BGL Ligue
- 47  (48)  IFA Premiership
- 48  (46)  Prima Ligă (Țara Galilor)
- 49  (47)  Meistriliiga
- 50  (50)  Prima Ligă (Armenia)

## Echipele sezonului 2012/2013
| Club             | Stadion                | Locația       | Capacitatea | Poziția finală în 2024-25             |
| ---------------- | ---------------------- | ------------- | ----------- | ------------------------------------- |
| Ballymena United | Ballymena Showgrounds  | Ballymena     | 3,600       | 9th                                   |
| Bangor           | Clandeboye Park        | Bangor        | 1,895       | 1st (Promoted from NIFL Championship) |
| Carrick Rangers  | Loughshore Hotel Arena | Carrickfergus | 1,500       | 11th                                  |
| Cliftonville     | Solitude               | Belfast       | 3,200       | 7th                                   |
| Coleraine        | The Showgrounds        | Coleraine     | 2,496       | 6th                                   |
| Crusaders        | Seaview                | Belfast       | 3,383       | 5th                                   |
| Dungannon Swifts | Stangmore Park         | Dungannon     | 1,500       | 4th                                   |
| Glenavon         | Mourneview Park        | Lurgan        | 4,160       | 10th                                  |
| Glentoran        | The Oval               | Belfast       | 6,050       | 3rd                                   |
| Larne            | Inver Park             | Larne         | 3,250       | 2nd                                   |
| Linfield         | Windsor Park           | Belfast       | 18,614      | 1st (League winners)                  |
| Portadown        | Shamrock Park          | Portadown     | 2,770       | 8th                                   |

## Lista campionilor și vicecampionilor
- Bold indică că echipa a obținut o dublă – câștigătoare a ligii și a Cupa Irlandei

- Aldin italic  indică o echipă a obținut un Treble – câștigători ai ligii, Cupa Irlandei și cel puțin un alt trofeu național

### Liga Irlandeză de Fotbal (1890–1995)
| #       | Sezon     | Campioane (titluri)                                                                   | Vicecampioane                                                                         | Locul 3                                                                               | Golgheter                                                                             | Goluri                                                                                |
| ------- | --------- | ------------------------------------------------------------------------------------- | ------------------------------------------------------------------------------------- | ------------------------------------------------------------------------------------- | ------------------------------------------------------------------------------------- | ------------------------------------------------------------------------------------- |
| 1       | 1890–91   | Linfield (1)                                                                          | Ulster                                                                                | Distillery                                                                            | Robert Hill (Linfield)                                                                | 20                                                                                    |
| 2       | 1891–92   | Linfield (2)                                                                          | Ulster                                                                                | Lancashire Fusiliers                                                                  | Tim Morrison (Linfield)                                                               | 21                                                                                    |
| 3       | 1892–93   | Linfield (3)                                                                          | Cliftonville                                                                          | Distillery                                                                            | Robert Hill (Linfield) James Percy (Cliftonville)                                     | 9                                                                                     |
| 4       | 1893–94   | Glentoran (1)                                                                         | Linfield                                                                              | Cliftonville                                                                          | Michael McErlean (Linfield)                                                           | 9                                                                                     |
| 5       | 1894–95   | Linfield (4)                                                                          | Distillery                                                                            | Glentoran                                                                             | George Gaukrodger (Linfield) Joe McAllen (Linfield)                                   | 4                                                                                     |
| 6       | 1895–96   | Distillery (1)                                                                        | Cliftonville                                                                          | Linfield                                                                              |                                                                                       |                                                                                       |
| 7       | 1896–97   | Glentoran (2)                                                                         | Cliftonville                                                                          | Linfield                                                                              | Johnny Darling (Linfield) Richard Peden (Linfield)                                    | 6                                                                                     |
| 8       | 1897–98   | Linfield (5)                                                                          | Cliftonville                                                                          | Glentoran                                                                             |                                                                                       |                                                                                       |
| 9       | 1898–99   | Distillery (2)                                                                        | Linfield                                                                              | Cliftonville                                                                          |                                                                                       |                                                                                       |
| 10      | 1899–1900 | Celtic (1)                                                                            | Linfield                                                                              | Distillery                                                                            |                                                                                       |                                                                                       |
| 11      | 1900–01   | Distillery (3)                                                                        | Glentoran                                                                             | Belfast Celtic                                                                        |                                                                                       |                                                                                       |
| 12      | 1901–02   | Linfield (6)                                                                          | Glentoran                                                                             | Distillery                                                                            |                                                                                       |                                                                                       |
| 13      | 1902–03   | Distillery (4)                                                                        | Linfield                                                                              | Glentoran                                                                             |                                                                                       |                                                                                       |
| 14      | 1903–04   | Linfield (7)                                                                          | Distillery                                                                            | Glentoran                                                                             |                                                                                       |                                                                                       |
| 15      | 1904–05   | Glentoran (3)                                                                         | Belfast Celtic                                                                        | Linfield                                                                              |                                                                                       |                                                                                       |
| 16      | 1905–06   | Cliftonville (1) / Distillery (5)                                                     | Cliftonville (1) / Distillery (5)                                                     | Linfield                                                                              |                                                                                       |                                                                                       |
| 17      | 1906–07   | Linfield (8)                                                                          | Shelbourne                                                                            | Distillery                                                                            |                                                                                       |                                                                                       |
| 18      | 1907–08   | Linfield (9)                                                                          | Cliftonville                                                                          | Glentoran                                                                             |                                                                                       |                                                                                       |
| 19      | 1908–09   | Linfield (10)                                                                         | Glentoran                                                                             | Shelbourne                                                                            |                                                                                       |                                                                                       |
| 20      | 1909–10   | Cliftonville (2)                                                                      | Belfast Celtic                                                                        | Linfield                                                                              |                                                                                       |                                                                                       |
| 21      | 1910–11   | Linfield (11)                                                                         | Glentoran                                                                             | Belfast Celtic                                                                        |                                                                                       |                                                                                       |
| 22      | 1911–12   | Glentoran (4)                                                                         | Distillery                                                                            | Belfast Celtic                                                                        |                                                                                       |                                                                                       |
| 23      | 1912–13   | Glentoran (5)                                                                         | Distillery                                                                            | Linfield                                                                              |                                                                                       |                                                                                       |
| 24      | 1913–14   | Linfield (12)                                                                         | Glentoran                                                                             | Belfast Celtic                                                                        |                                                                                       |                                                                                       |
| 25      | 1914–15   | Belfast Celtic (2)                                                                    | Glentoran                                                                             | Linfield                                                                              |                                                                                       |                                                                                       |
| 1915–19 | 1915–19   | League suspended due to the First World War: Belfast & District League played instead | League suspended due to the First World War: Belfast & District League played instead | League suspended due to the First World War: Belfast & District League played instead | League suspended due to the First World War: Belfast & District League played instead | League suspended due to the First World War: Belfast & District League played instead |
| 26      | 1919–20   | Belfast Celtic (3)                                                                    | Distillery                                                                            | Glentoran                                                                             |                                                                                       |                                                                                       |
| 27      | 1920–21   | Glentoran (6)                                                                         | Glenavon                                                                              | Linfield                                                                              |                                                                                       |                                                                                       |
| 28      | 1921–22   | Linfield (13)                                                                         | Glentoran                                                                             | Distillery                                                                            |                                                                                       |                                                                                       |
| 29      | 1922–23   | Linfield (14)                                                                         | Queen's Island                                                                        | Glentoran                                                                             |                                                                                       |                                                                                       |
| 30      | 1923–24   | Queen's Island (1)                                                                    | Distillery                                                                            | Linfield                                                                              |                                                                                       |                                                                                       |
| 31      | 1924–25   | Glentoran (7)                                                                         | Queen's Island                                                                        | Belfast Celtic                                                                        |                                                                                       |                                                                                       |
| 32      | 1925–26   | Belfast Celtic (4)                                                                    | Glentoran                                                                             | Larne                                                                                 |                                                                                       |                                                                                       |
| 33      | 1926–27   | Belfast Celtic (5)                                                                    | Queen's Island                                                                        | Distillery                                                                            | Joe Bambrick (Glentoran)                                                              | 28                                                                                    |
| 34      | 1927–28   | Belfast Celtic (6)                                                                    | Linfield                                                                              | Newry Town                                                                            |                                                                                       |                                                                                       |
| 35      | 1928–29   | Belfast Celtic (7)                                                                    | Linfield                                                                              | Glentoran                                                                             | Joe Bambrick (Linfield)                                                               | 43                                                                                    |
| 36      | 1929–30   | Linfield (15)                                                                         | Glentoran                                                                             | Coleraine                                                                             | Joe Bambrick (Linfield)                                                               | 50                                                                                    |
| 37      | 1930–31   | Glentoran (8)                                                                         | Linfield                                                                              | Belfast Celtic                                                                        | Fred Roberts (Glentoran)                                                              | 55                                                                                    |
| 38      | 1931–32   | Linfield (16)                                                                         | Derry City                                                                            | Belfast Celtic                                                                        |                                                                                       |                                                                                       |
| 39      | 1932–33   | Belfast Celtic (8)                                                                    | Distillery                                                                            | Linfield                                                                              | Joe Bambrick (Linfield)                                                               | 40                                                                                    |
| 40      | 1933–34   | Linfield (17)                                                                         | Belfast Celtic                                                                        | Glentoran                                                                             |                                                                                       |                                                                                       |
| 41      | 1934–35   | Linfield (18)                                                                         | Derry City                                                                            | Belfast Celtic                                                                        |                                                                                       |                                                                                       |
| 42      | 1935–36   | Belfast Celtic (9)                                                                    | Derry City                                                                            | Linfield                                                                              |                                                                                       |                                                                                       |
| 43      | 1936–37   | Belfast Celtic (10)                                                                   | Derry City                                                                            | Linfield                                                                              |                                                                                       |                                                                                       |
| 44      | 1937–38   | Belfast Celtic (11)                                                                   | Derry City                                                                            | Portadown                                                                             |                                                                                       |                                                                                       |
| 45      | 1938–39   | Belfast Celtic (12)                                                                   | Ballymena United                                                                      | Derry City                                                                            |                                                                                       |                                                                                       |
| 46      | 1939–40   | Belfast Celtic (13)                                                                   | Portadown                                                                             | Glentoran                                                                             |                                                                                       |                                                                                       |
| 1940–47 | 1940–47   | League suspended due to the Second World War: Northern Regional League played instead | League suspended due to the Second World War: Northern Regional League played instead | League suspended due to the Second World War: Northern Regional League played instead | League suspended due to the Second World War: Northern Regional League played instead | League suspended due to the Second World War: Northern Regional League played instead |
| 47      | 1947–48   | Belfast Celtic (14)                                                                   | Linfield                                                                              | Ballymena United                                                                      | Jimmy Jones (Belfast Celtic)                                                          | 28                                                                                    |
| 48      | 1948–49   | Linfield (19)                                                                         | Belfast Celtic                                                                        | Glentoran                                                                             | Billy Simpson (Linfield)                                                              | 19                                                                                    |
| 49      | 1949–50   | Linfield (20)                                                                         | Glentoran                                                                             | Distillery                                                                            | Sammy Hughes (Glentoran)                                                              | 23                                                                                    |
| 50      | 1950–51   | Glentoran (9)                                                                         | Linfield                                                                              | Glenavon                                                                              | Sammy Hughes (Glentoran) Walter Allen (Portadown)                                     | 23                                                                                    |
| 51      | 1951–52   | Glenavon (1)                                                                          | Distillery                                                                            | Coleraine                                                                             | Jimmy Jones (Glenavon)                                                                | 27                                                                                    |
| 52      | 1952–53   | Glentoran (10)                                                                        | Linfield                                                                              | Ballymena United                                                                      | Sammy Hughes (Glentoran)                                                              | 28                                                                                    |
| 53      | 1953–54   | Linfield (21)                                                                         | Glentoran                                                                             | Glenavon                                                                              | Jimmy Jones (Glenavon)                                                                | 32                                                                                    |
| 54      | 1954–55   | Linfield (22)                                                                         | Glenavon                                                                              | Cliftonville                                                                          | Fay Coyle (Coleraine)                                                                 | 20                                                                                    |
| 55      | 1955–56   | Linfield (23)                                                                         | Glenavon                                                                              | Bangor                                                                                | Jimmy Jones (Glenavon)                                                                | 26                                                                                    |
| 56      | 1956–57   | Glenavon (2)                                                                          | Linfield                                                                              | Glentoran                                                                             | Jimmy Jones (Glenavon)                                                                | 33                                                                                    |
| 57      | 1957–58   | Ards (1)                                                                              | Glenavon                                                                              | Ballymena United                                                                      | Jackie Milburn (Linfield)                                                             | 29                                                                                    |
| 58      | 1958–59   | Linfield (24)                                                                         | Glenavon                                                                              | Glentoran                                                                             | Jackie Milburn (Linfield)                                                             | 26                                                                                    |
| 59      | 1959–60   | Glenavon (3)                                                                          | Glentoran                                                                             | Distillery                                                                            | Jimmy Jones (Glenavon)                                                                | 29                                                                                    |
| 60      | 1960–61   | Linfield (25)                                                                         | Portadown                                                                             | Ards                                                                                  | Trevor Thompson (Glentoran)                                                           | 22                                                                                    |
| 61      | 1961–62   | Linfield (26)                                                                         | Portadown                                                                             | Ballymena United                                                                      | Mick Lynch (Ards)                                                                     | 20                                                                                    |
| 62      | 1962–63   | Distillery (6)                                                                        | Linfield                                                                              | Portadown                                                                             | Joe Meldrum (Distillery)                                                              | 27                                                                                    |
| 63      | 1963–64   | Glentoran (11)                                                                        | Coleraine                                                                             | Derry City                                                                            | Trevor Thompson (Linfield)                                                            | 21                                                                                    |
| 64      | 1964–65   | Derry City (1)                                                                        | Coleraine                                                                             | Crusaders                                                                             | Kenny Halliday (Coleraine) Dennis Guy (Glenavon)                                      | 19                                                                                    |
| 65      | 1965–66   | Linfield (27)                                                                         | Derry City                                                                            | Glentoran                                                                             | Sammy Pavis (Linfield)                                                                | 28                                                                                    |
| 66      | 1966–67   | Glentoran (12)                                                                        | Linfield                                                                              | Derry City                                                                            | Sammy Pavis (Linfield)                                                                | 25                                                                                    |
| 67      | 1967–68   | Glentoran (13)                                                                        | Linfield                                                                              | Coleraine                                                                             | Sammy Pavis (Linfield)                                                                | 30                                                                                    |
| 68      | 1968–69   | Linfield (28)                                                                         | Derry City                                                                            | Coleraine                                                                             | Danny Hale (Derry City)                                                               | 21                                                                                    |
| 69      | 1969–70   | Glentoran (14)                                                                        | Coleraine                                                                             | Ards                                                                                  | Des Dickson (Coleraine)                                                               | 21                                                                                    |
| 70      | 1970–71   | Linfield (29)                                                                         | Glentoran                                                                             | Distillery                                                                            | Bryan Hamilton (Linfield)                                                             | 18                                                                                    |
| 71      | 1971–72   | Glentoran (15)                                                                        | Portadown                                                                             | Ards                                                                                  | Peter Watson (Distillery) Des Dickson (Coleraine)                                     | 15                                                                                    |
| 72      | 1972–73   | Crusaders (1)                                                                         | Ards                                                                                  | Portadown                                                                             | Des Dickson (Coleraine)                                                               | 23                                                                                    |
| 73      | 1973–74   | Coleraine (1)                                                                         | Portadown                                                                             | Crusaders                                                                             | Des Dickson (Coleraine)                                                               | 24                                                                                    |
| 74      | 1974–75   | Linfield (30)                                                                         | Coleraine                                                                             | Glentoran                                                                             | Martin Malone (Portadown)                                                             | 15                                                                                    |
| 75      | 1975–76   | Crusaders (2)                                                                         | Glentoran                                                                             | Coleraine                                                                             | Des Dickson (Coleraine)                                                               | 23                                                                                    |
| 76      | 1976–77   | Glentoran (16)                                                                        | Glenavon                                                                              | Linfield                                                                              | Ronnie McAteer (Crusaders)                                                            | 20                                                                                    |
| 77      | 1977–78   | Linfield (31)                                                                         | Glentoran                                                                             | Glenavon                                                                              | Warren Feeney (Glentoran)                                                             | 17                                                                                    |
| 78      | 1978–79   | Linfield (32)                                                                         | Glenavon                                                                              | Ards                                                                                  | Tommy Armstrong (Ards)                                                                | 21                                                                                    |
| 79      | 1979–80   | Linfield (33)                                                                         | Ballymena United                                                                      | Glentoran                                                                             | Jimmy Martin (Glentoran)                                                              | 17                                                                                    |
| 80      | 1980–81   | Glentoran (17)                                                                        | Linfield                                                                              | Ballymena United                                                                      | Des Dickson (Coleraine) Paul Malone (Ballymena United)                                | 18                                                                                    |
| 81      | 1981–82   | Linfield (34)                                                                         | Glentoran                                                                             | Coleraine                                                                             | Gary Blackledge (Glentoran)                                                           | 18                                                                                    |
| 82      | 1982–83   | Linfield (35)                                                                         | Glentoran                                                                             | Coleraine                                                                             | Jim Campbell (Ards)                                                                   | 15                                                                                    |
| 83      | 1983–84   | Linfield (36)                                                                         | Glentoran                                                                             | Cliftonville                                                                          | Martin McGaughey (Linfield) Trevor Anderson (Linfield)                                | 15                                                                                    |
| 84      | 1984–85   | Linfield (37)                                                                         | Coleraine                                                                             | Glentoran                                                                             | Martin McGaughey (Linfield)                                                           | 34                                                                                    |
| 85      | 1985–86   | Linfield (38)                                                                         | Coleraine                                                                             | Ards                                                                                  | Trevor Anderson (Linfield)                                                            | 14                                                                                    |
| 86      | 1986–87   | Linfield (39)                                                                         | Coleraine                                                                             | Ards                                                                                  | Ray McCoy (Coleraine) Gary Macartney (Glentoran)                                      | 14                                                                                    |
| 87      | 1987–88   | Glentoran (18)                                                                        | Linfield                                                                              | Coleraine                                                                             | Martin McGaughey (Linfield)                                                           | 18                                                                                    |
| 88      | 1988–89   | Linfield (40)                                                                         | Glentoran                                                                             | Coleraine                                                                             | Stephen Baxter (Linfield)                                                             | 17                                                                                    |
| 89      | 1989–90   | Portadown (1)                                                                         | Glenavon                                                                              | Glentoran                                                                             | Martin McGaughey (Linfield)                                                           | 19                                                                                    |
| 90      | 1990–91   | Portadown (2)                                                                         | Bangor                                                                                | Glentoran                                                                             | Stephen McBride (Glenavon)                                                            | 22                                                                                    |
| 91      | 1991–92   | Glentoran (19)                                                                        | Portadown                                                                             | Linfield                                                                              | Harry McCourt (Omagh Town) Stephen McBride (Glenavon)                                 | 18                                                                                    |
| 92      | 1992–93   | Linfield (41)                                                                         | Crusaders                                                                             | Bangor                                                                                | Steve Cowan (Portadown)                                                               | 23                                                                                    |
| 93      | 1993–94   | Linfield (42)                                                                         | Portadown                                                                             | Glenavon                                                                              | Darren Erskine (Ards) Stephen McBride (Glenavon)                                      | 22                                                                                    |
| 94      | 1994–95   | Crusaders (3)                                                                         | Glenavon                                                                              | Portadown                                                                             | Glenn Ferguson (Glenavon)                                                             | 27                                                                                    |

#### Irish Football League Premier & First Division (1995–2003)
| #   | Sezon     | Campioane (titluri) | Vicecampioane | Locul 3   | Golgheter                 | Goluri |  | Campioane liga a doua (titluri) | Vicecampioane      | Locul 3          |
| --- | --------- | ------------------- | ------------- | --------- | ------------------------- | ------ |  | ------------------------------- | ------------------ | ---------------- |
| 95  | 1995–96   | Portadown (3)       | Crusaders     | Glentoran | Garry Haylock (Portadown) | 19     |  | Coleraine (1)                   | Ballymena United   | Omagh Town       |
| 96  | 1996–97   | Crusaders (4)       | Coleraine     | Glentoran | Garry Haylock (Portadown) | 16     |  | Ballymena United (1)            | Omagh Town         | Bangor           |
| 97  | 1997–98   | Cliftonville (3)    | Linfield      | Portadown | Vinny Arkins (Portadown)  | 22     |  | Newry Town (1)                  | Bangor             | Distillery       |
| 98  | 1998–99   | Glentoran (20)      | Linfield      | Crusaders | Vinny Arkins (Portadown)  | 19     |  | Distillery (1)                  | Ards               | Bangor           |
| 99  | 1999–2000 | Linfield (43)       | Coleraine     | Glenavon  | Vinny Arkins (Portadown)  | 29     |  | Omagh Town (1)                  | Ards               | Limavady United  |
| 100 | 2000–01   | Linfield (44)       | Glenavon      | Glentoran | Davy Larmour (Linfield)   | 17     |  | Ards (1)                        | Lisburn Distillery | Armagh City      |
| 101 | 2001–02   | Portadown (4)       | Glentoran     | Linfield  | Vinny Arkins (Portadown)  | 30     |  | Lisburn Distillery (2)          | Institute          | Dungannon Swifts |
| 102 | 2002–03   | Glentoran (21)      | Portadown     | Coleraine | Vinny Arkins (Portadown)  | 29     |  | Dungannon Swifts (1)            | Ballymena United   | Limavady United  |

#### Irish Premier League (2003–2008)
| #   | Season  | Senior champions (number of senior titles) | Runners-up | Third              | Leading goalscorer        | Goals |
| --- | ------- | ------------------------------------------ | ---------- | ------------------ | ------------------------- | ----- |
| 103 | 2003–04 | Linfield (45)                              | Portadown  | Lisburn Distillery | Glenn Ferguson (Linfield) | 25    |
| 104 | 2004–05 | Glentoran (22)                             | Linfield   | Portadown          | Chris Morgan (Glentoran)  | 19    |
| 105 | 2005–06 | Linfield (46)                              | Glentoran  | Portadown          | Peter Thompson (Linfield) | 25    |
| 106 | 2006–07 | Linfield (47)                              | Glentoran  | Cliftonville       | Gary Hamilton (Glentoran) | 27    |
| 107 | 2007–08 | Linfield (48)                              | Glentoran  | Cliftonville       | Peter Thompson (Linfield) | 29    |

#### IFA Premiership (2008–2013)
| #   | Season  | Senior champions (number of senior titles) | Runners-up   | Third        | Leading goalscorer                 | Goals |
| --- | ------- | ------------------------------------------ | ------------ | ------------ | ---------------------------------- | ----- |
| 108 | 2008–09 | Glentoran (23)                             | Linfield     | Crusaders    | Curtis Allen (Lisburn Distillery)  | 19    |
| 109 | 2009–10 | Linfield (49)                              | Cliftonville | Glentoran    | Rory Patterson (Coleraine)         | 30    |
| 110 | 2010–11 | Linfield (50)                              | Crusaders    | Glentoran    | Peter Thompson (Linfield)          | 23    |
| 111 | 2011–12 | Linfield (51)                              | Portadown    | Cliftonville | Gary McCutcheon (Ballymena United) | 27    |
| 112 | 2012–13 | Cliftonville (4)                           | Crusaders    | Linfield     | Liam Boyce (Cliftonville)          | 29    |

#### NIFL Premiership (2013–2016)
| #   | Season  | Senior champions (number of senior titles) | Runners-up | Third     | Leading goalscorer                                    | Goals |
| --- | ------- | ------------------------------------------ | ---------- | --------- | ----------------------------------------------------- | ----- |
| 113 | 2013–14 | Cliftonville (5)                           | Linfield   | Crusaders | Joe Gormley (Cliftonville)                            | 27    |
| 114 | 2014–15 | Crusaders (5)                              | Linfield   | Glenavon  | Joe Gormley (Cliftonville)                            | 31    |
| 115 | 2015–16 | Crusaders (6)                              | Linfield   | Glenavon  | Paul Heatley (Crusaders) Andrew Waterworth (Linfield) | 22    |

#### NIFL Premiership & Championship (2016–)
| #   | Season  | Senior champions (number of senior titles) | Runners-up       | Third        | Leading goalscorer                 | Goals |  | Season  | Second-level senior champions (number of second-level senior titles) | Runners-up                                                        | Third                                                             |
| --- | ------- | ------------------------------------------ | ---------------- | ------------ | ---------------------------------- | ----- |  | ------- | -------------------------------------------------------------------- | ----------------------------------------------------------------- | ----------------------------------------------------------------- |
| 116 | 2016–17 | Linfield (52)                              | Crusaders        | Coleraine    | Andrew Mitchell (Dungannon Swifts) | 25    |  | 2016–17 | Warrenpoint Town (1)                                                 | Institute                                                         | Ballyclare Comrades                                               |
| 117 | 2017–18 | Crusaders (7)                              | Coleraine        | Glenavon     | Joe Gormley (Cliftonville)         | 22    |  | 2017–18 | Institute (1)                                                        | Newry City AFC                                                    | Harland & Wolff Welders                                           |
| 118 | 2018–19 | Linfield (53)                              | Ballymena United | Glenavon     | Joe Gormley (Cliftonville)         | 20    |  | 2018–19 | Larne (1)                                                            | Carrick Rangers                                                   | Portadown                                                         |
| 119 | 2019–20 | Linfield (54)                              | Coleraine        | Crusaders    | Joe Gormley (Cliftonville)         | 18    |  | 2019–20 | Portadown (1)                                                        | Ballinamallard United                                             | Loughgall                                                         |
| 120 | 2020–21 | Linfield (55)                              | Coleraine        | Glentoran    | Shayne Lavery (Linfield)           | 23    |  | 2020–21 | Season cancelled due to the COVID-19 pandemic in Northern Ireland    | Season cancelled due to the COVID-19 pandemic in Northern Ireland | Season cancelled due to the COVID-19 pandemic in Northern Ireland |
| 121 | 2021–22 | Linfield (56)                              | Cliftonville     | Glentoran    | Jay Donnelly (Glentoran)           | 25    |  | 2021–22 | Newry City AFC (1)                                                   | Annagh United                                                     | Loughgall                                                         |
| 122 | 2022–23 | Larne (1)                                  | Linfield         | Glentoran    | Matthew Shevlin (Coleraine)        | 21    |  | 2022–23 | Loughgall (1)                                                        | Warrenpoint Town                                                  | Annagh United                                                     |
| 123 | 2023–24 | Larne (2)                                  | Linfield         | Cliftonville | Andy Ryan (Larne)                  | 24    |  | 2023–24 | Portadown (2)                                                        | Institute                                                         | Bangor                                                            |

## Campioane all-time

### Performanțe pe cluburi
Cluburile în italice fie nu mai există (Belfast Celtic, Queen's Island), fie nu mai concurează pentru titlu (Derry City).
| Cluburi        | Câștigătoare | Vicecampioane | Sezoanele câștigătoare |
| -------------- | ------------ | ------------- | --- |
| Linfield       | 57           | 24            | 1890–91, 1891–92, 1892–93, 1894–95, 1897–98, 1901–02, 1903–04, 1906–07, 1907–08, 1908–09, 1910–11, 1913–14, 1921–22, 1922–23, 1929–30, 1931–32, 1933–34, 1934–35, 1948–49, 1949–50, 1953–54, 1954–55, 1955–56, 1958–59, 1960–61, 1961–62, 1965–66, 1968–69, 1970–71, 1974–75, 1977–78, 1978–79, 1979–80, 1981–82, 1982–83, 1983–84, 1984–85, 1985–86, 1986–87, 1988–89, 1992–93, 1993–94, 1999–2000, 2000–01, 2003–04, 2005–06, 2006–07, 2007–08, 2009–10, 2010–11, 2011–12, 2016–17, 2018–19, 2019–20, 2020–21, 2021–22, 2024–25 |
| Glentoran      | 23           | 23            | 1893–94, 1896–97, 1904–05, 1911–12, 1912–13, 1920–21, 1924–25, 1930–31, 1950–51, 1952–53, 1963–64, 1966–67, 1967–68, 1969–70, 1971–72, 1976–77, 1980–81, 1987–88, 1991–92, 1998–99, 2002–03, 2004–05, 2008–09 |
| Belfast Celtic | 14           | 4             | 1899–1900, 1914–15, 1919–20, 1925–26, 1926–27, 1927–28, 1928–29, 1932–33, 1935–36, 1936–37, 1937–38, 1938–39, 1939–40, 1947–48 |
| Crusaders      | 7            | 5             | 1972–73, 1975–76, 1994–95, 1996–97, 2014–15, 2015–16, 2017–18 |
| Distillery     | 6            | 8             | 1895–96, 1898–99, 1900–01, 1902–03, 1905–06, 1962–63 |
| Cliftonville   | 5            | 7             | 1905–06, 1909–10, 1997–98, 2012–13, 2013–14 |
| Portadown      | 4            | 10            | 1989–90, 1990–91, 1995–96, 2001–02 |
| Glenavon       | 3            | 10            | 1951–52, 1956–57, 1959–60 |
| Larne          | 2            | 0             | 2022–23, 2023–24 |
| Coleraine      | 1            | 12            | 1973–74 |
| Derry City     | 1            | 7             | 1964–65 |
| Queen's Island | 1            | 3             | 1923–24 |
| Ards           | 1            | 1             | 1957–58 |

## Recorduri
Primii campioni ai Ligii Irlandei au fost Linfield, iar primii vicecampioni au fost Ulster. Din cele 122 de campionate finalizate, titlul a fost scos din Belfast doar de unsprezece ocazii. Ultimul club care a făcut acest lucru a fost Larne în sezonul 2022–23. Primul titlu de ligă irlandez al cluburilor. 21 de ani de când Portadown a făcut acest lucru în sezonul 2001-02.
În 1921–22, Linfield a reușit să câștige șapte trofee; Liga Irlandei, Cupa Irlandei; City Cup, Gold Cup; Județul Antrim Shield; Belfast Charities Cup și Alhambra Cup. În 1961–62, clubul a realizat o performanță similară, câștigând șase trofee; Liga Irlandeză; Cupa Irlandei; City Cup, Gold Cup; Ulster Cup și County Antrim Shield. Ei au ridicat, de asemenea, Cupa Nord-Sud ca un al șaptelea trofeu, cu toate acestea, aceasta a fost de fapt încheierea competiției din 1960–61, deoarece aglomerația a însemnat că cupa nu a putut fi finalizată înainte de sfârșitul sezonului precedent.
Recordul de titluri consecutive de ligă este de șase, ceea ce a fost atins de două cluburi. Belfast Celtic a câștigat cinci titluri consecutive între 1935–36 și 1939–40, înainte de suspendarea ligii în 1940 din cauza Al Doilea Război Mondial. La reluarea ligii în 1947–48, au câștigat al șaselea titlu consecutiv, deși la opt ani după al cincilea. Linfield este singurul club care a obținut șase titluri consecutive fără pauză, din 1981–82 până în 1986–87. Cel mai lung decalaj dintre câștigurile titlului este cei 88 de ani care separă Cliftonville în 1909–10 și 1997–98. Un total de 12 cluburi diferite au câștigat campionatul, Linfield deținând recordul pentru cele mai multe victorii (56).